# Bake Off Italia - Dolci sotto un tetto (prima edizione)
La prima edizione di Bake Off Italia - Dolci sotto il tetto è stata girata presso Villa Borromeo d'Adda, situata ad Arcore. Il programma è andato in onda dal 1º gennaio 2021 al 22 gennaio 2021. I vincitori della prima edizione del programma sono stati i conviventi Francesco e Lino
Il programma è presentato da Flavio Montrucchio.

## Concorrenti
| Partecipanti                          | Partecipanti    | Posizione | Stato                     |
| Concorrenti                           | Coppia          | Posizione | Stato                     |
| ------------------------------------- | --------------- | --------- | ------------------------- |
| Francesco Lucarelli e Lino Rutigliano | I Conviventi    | 1°        | Vincitori                 |
| Cristina Garana e Siria Filbertini    | Madre e Figlia  | 2°        | Seconde classificate      |
| Dora D'Acunzo e Luca Meola            | I Fidanzati     | 3º        | Terzi classificati        |
| Emil Zuccon e Elena Zuccon            | Padre e Figlia  | 4º        | Quarti classificati       |
| Alexia Cappan e Alice Cappan          | Le Gemelle      | 5º        | Eliminate nell’episodio 2 |
| Carmelo Cazzato e Angela Rizzato      | Marito e Moglie | 6º        | Eliminati nell’episodio 1 |

## Tabella eliminazioni
| 1 | Emil ed Elena    | Francesco e Lino | Emil ed Elena    | Francesco e Lino |
| 2 | Francesco e Lino | Emil ed Elena    | Dora e Luca      | Cristina e Siria |
| 3 | Cristina e Siria | Cristina e Siria | Cristina e Siria | Dora e Luca      |
| 4 | Dora e Luca      | Dora e Luca      | Francesco e Lino | Emil ed Elena    |
| 5 | Alexia e Alice   | Alexia e Alice   |                  |                  |
| 6 | Carmelo e Angela |                  |                  |                  |

Legenda:
     I concorrenti hanno vinto la gara
     I concorrenti accedono alla finale
     I concorrenti hanno vinto la puntata e possono indossare la coccarda bonus
     I concorrenti hanno vinto la puntata, la prova tecnica e possono indossare la coccarda bonus
     I concorrente hanno vinto la prova tecnica
     I concorrenti sono salvi ed accedono alla puntata successiva (l'ordine di chiamata è casuale)
     I concorrenti sono stati eliminati al termine della prova creativa
     I concorrenti sono stati eliminati
|                  | 1             | 2             | 3             | 4         | 4 | 4 |
| Prova Tecnica    | Emil ed Elena | Emil ed Elena | Emil ed Elena | N.D.      |   |   |
| Lino e Francesco | SALVI         | PRIMI         | FINALISTI     | VINCITORI |   |   |
| Cristina e Siria | SALVE         | SALVE         | FINALISTE     | SECONDE   |   |   |
| Dora e Luca      | SALVI         | SALVI         | FINALISTI     | TERZI     |   |   |
| Emil ed Elena    | PRIMI         | SALVI         | PRIMI         | QUARTI    |   |   |
| Alexia e Alice   | SALVE         | ELIMINATE     |               |           |   |   |
| Carmelo e Angela | ELIMINATI     |               |               |           |   |   |

Legenda:
     Il concorrente ha vinto la gara
     Il concorrente ha perso la sfida finale e si classifica al secondo posto della gara
     Il concorrente si classifica al terzo posto della gara
     Il concorrente accede in finale
     Il concorrente ha vinto il grembiule blu
      I concorrenti sono stati eliminati al termine della prova creativa
     Il concorrente è stato eliminato al termine della puntata

## Riassunto episodi

### Episodio 1
- Prova Creativa: Prima Colazione del territorio di appartenenza
  - 3 preparazioni di base: 
(1) un tipo di Marmellata;
(2) un tipo di Pane;
 (3) una Torta prefiribilmente di tradizione;
- Prova Tecnica: Frustingo
- Prova Sorpresa: Filetto alla Wellington
- Coppia eliminata: Carmelo e Angela (Marito e Moglie)

### Episodio 2
- Prova Creativa: Preparazione dolce o salata con avanzi natalizi[1]
- Prova Tecnica: Torta con Mousse di Panettone
- Prova Sorpresa: Torta Light (senza burro, cioccolato bianco e panna)
- Coppia eliminata: Alexia e Alice (Le Gemelle)

### Episodio 3 -Semifinale
- Prova Creativa: 3 Dolci da divano e 1 tipo di Gelato
- Prova Tecnica: Budino di riso
- Prova Sorpresa: 3 preparazioni di Finger food
- Coppia eliminata: I giudici decidono di non eliminare nessuna coppia

### Episodio 4 -Finale
- Prova Creativa: Dolce per i più grandi e per i più piccoli
  - Ingredienti che devono contenere il dolce: Mango, Caffè, Ricotta, Zucca, Noci e Cioccolato bianco
- Coppia eliminata / Quarti classificati: Emil ed Elena (Padre e Figlia)
- Prova Tecnica: Torta Lucana (nella versione di Ernst Knam)
- Coppia eliminata / Terzi classificati: Dora e Luca (I Fidanzati)
- Prova Sorpresa: Torta Cavallo di battaglia

Coppia vincitrice: Francesco e Lino (I Conviventi)
- Coppia eliminata / Secondi classificati: Cristina e Siria (Madre e Figlia)

## Ascolti
| Episodio   | Messa in onda   | Telespettatori | Share | Ospiti                                                            |
| ---------- | --------------- | -------------- | ----- | ----------------------------------------------------------------- |
| 1          | 1º gennaio 2021 | 427.000        | 1,7%  | Antonio Capitani                                                  |
| 2          | 8 gennaio 2021  | 709.000        | 2,7%  | Amaurys Perez                                                     |
| Semifinale | 15 gennaio 2021 | 436.000        | 1,7%  | Francesco Facchinetti e Wilma Helena Faissol, Massimiliano Scotti |
| Finale     | 22 gennaio 2021 | 578.000        | 2,2%  | Elettra Lamborghini, Alessandra Mion                              |
| Media      | Media           | 528.000        | 2,08% | -                                                                 |